# Concistori di papa Martino IV

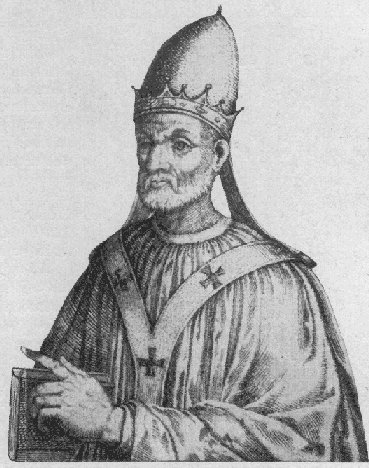
Papa Martino IV

Questa voce raccoglie l'elenco completo dei concistori per la creazione di nuovi cardinali presieduti da papa Martino IV, con l'indicazione di tutti i cardinali creati di cui si hanno informazioni documentarie (7 nuovi cardinali in un solo concistoro). I nomi sono posti in ordine di creazione.

## 12 aprile 1281
- Bernard de Languissel, arcivescovo di Arles (Francia); creato cardinale vescovo di Porto e Santa Rufina (morto nel luglio 1291)
- Hugh of Evesham, archiatra pontificio; creato cardinale presbitero di San Lorenzo in Lucina (morto nel settembre 1287)
- Jean Cholet, creato cardinale presbitero di Santa Cecilia (morto nell'agosto 1293)
- Gervais Jeancolet de Clinchamp, arcidiacono capitolare della Cattedrale di Parigi; creato cardinale presbitero dei Santi Silvestro e Martino ai Monti (morto nel settembre 1287)
- Conte Casate, arcidiacono di Milano; creato cardinale presbitero dei Santi Marcellino e Pietro (morto nell'aprile 1287)
- Geoffroy de Bar, decano capitolare della Cattedrale di Parigi; creato cardinale presbitero di Santa Susanna (morto nell'agosto 1287)
- Benedetto Caetani, senior, protonotario apostolico; creato cardinale diacono di San Nicola in Carcere; poi eletto papa Bonifacio VIII il 24 dicembre 1294 (morto nell'ottobre 1303)

## Fonti
- (EN) Current and historical information about the Bishops and Dioceses of the Catholic Hierarchy around the world, su catholic-hierarchy.org.
- (EN) Salvador Miranda, Martin IV, su fiu.edu – The Cardinals of the Holy Roman Church, Florida International University. URL consultato il 28 luglio 2015.